# 사루하시정
사루하시정(猿橋町)은 야마나시현 기타쓰루군에 설치되었던 정이다. 현재의 오쓰키시에 해당한다.

## 역사
- 1875년 - 쓰루군 6개 촌이 합병해 사루하시촌이 성립하였다.
- 1878년 7월 22일 - 군구정촌편직법에 의해, 사루하시촌은 기타쓰루군에 소속되었다.
- 1889년 7월 1일 - 정촌제 시행에 의해 오하라촌의 구역을 가지고 사루하시촌이 성립하였다.
- 1935년 4월 1일 - 정으로 승격해 사루하시정이 되었다.
- 1940년 5월 20일 - 사루하시역 부근에서 화재가 발생하여 연소. 가옥 약 100채 전소 및 2명이 실종되었다.
- 1954년 8월 8일 - 오쓰키정, 하쓰카리촌, 나나호정, 야나가와촌, 사사고촌, 나기오카촌과 합병해 오쓰키시가 성립하여, 동일 사루하시정은 페지되었다.

## 교통

### 철도
- 일본국유철도
  - 주오본선

### 도로
- 국도 제20호선

## 참고문헌
- 角川日本地名大辞典 19 山梨県